# 三菱銀行大楼

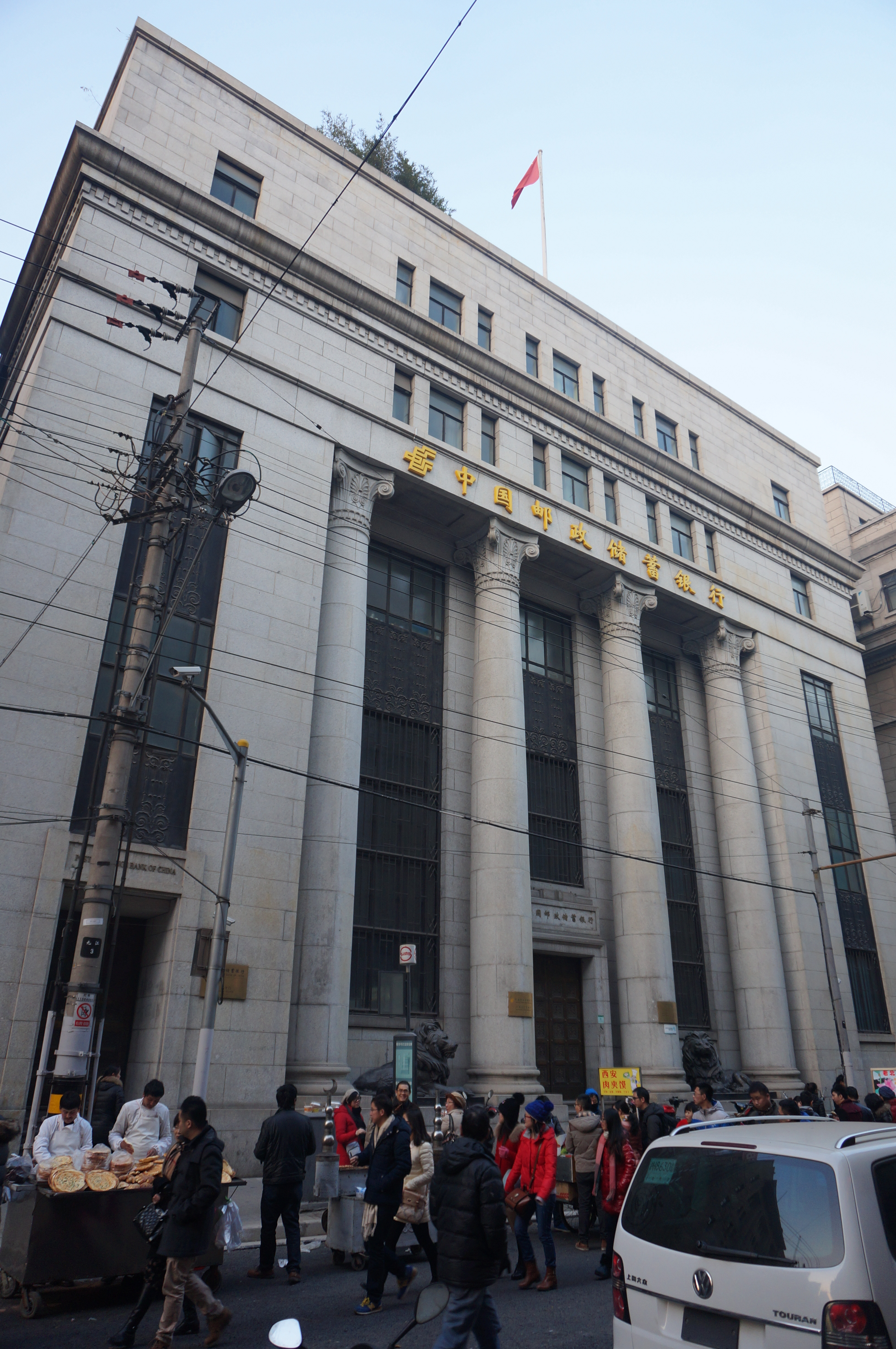
三菱銀行大楼

三菱銀行大楼（みつびしぎんこうたいろう）は上海市の歴史建築であり、黄浦区九江路36号に位置する。この建築は1934年から1936年までに建築し、三菱銀行の上海支店だった。1945年以降、この建物は中華郵政の貯金部門に接収されていた。現在は中国郵政儲蓄銀行の窓口として営業している。
三菱銀行大楼は上海市優秀歴史建築である。